# Annemiek Derckx
Annemiek Derckx (n. 12 aprilie 1954, Beegden⁠(d), Limburg, Țările de Jos) este o canoistă ce a reprezentat Regatul Țărilor de Jos, medaliată olimpică. A participat la 2 ediții ale Jocurilor Olimpice (1984, 1988) în care a câștigat două medalii de bronz.